# Rue Dampierre
La rue Dampierre est une voie située dans le quartier du Pont-de-Flandre du 19e arrondissement de Paris, en France.

## Situation et accès

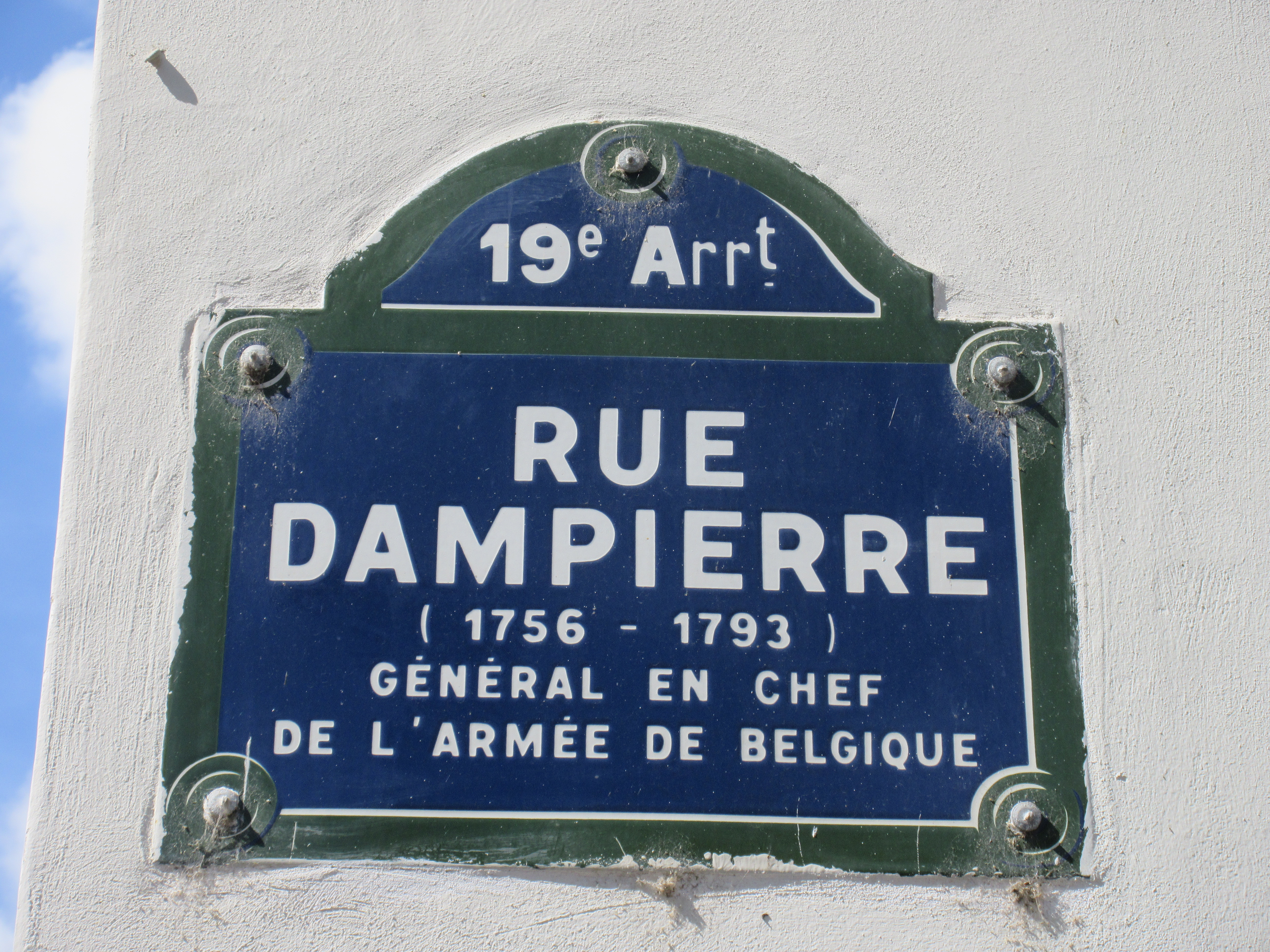

## Origine du nom
Elle porte le nom du général de la Révolution française Auguste Marie Henri Picot de Dampierre (1756-1793).

## Historique
Ouverte sous le nom de « rue de Dunkerque » par une ordonnance du 4 août 1838 sur l'ancienne commune de la Villette, elle est classée dans la voirie parisienne par un décret du 23 mai 1863 avant de prendre sa dénomination actuelle par un autre décret, du 10 août 1868 :
Décret du 10 août 1868
« Napoléon, etc., 

sur le rapport de notre ministre secrétaire d’État au département de l'Intérieur,
vu l'ordonnance du 10 juillet 1816 ;
vu les propositions de M. le préfet de la Seine ;
avons décrété et décrétons ce qui suit :
Article 15. — Les voies ci-après indiquées, situées dans le même arrondissement, prendront les dénominations suivantes :
rue de Dunkerque recevra le nom de rue Dampierre ;
rue des Moulins recevra le nom de rue Clavel ;
rue de Boulogne recevra le nom de rue Barbanègre ;
Etc.
Article 17. — Notre ministre secrétaire d'État au département de l'Intérieur est chargé de l'exécution du présent décret.
Fait au palais de Fontainebleau, le 10 août 1868. »